# Burgstall Neuhaus (Plesná)

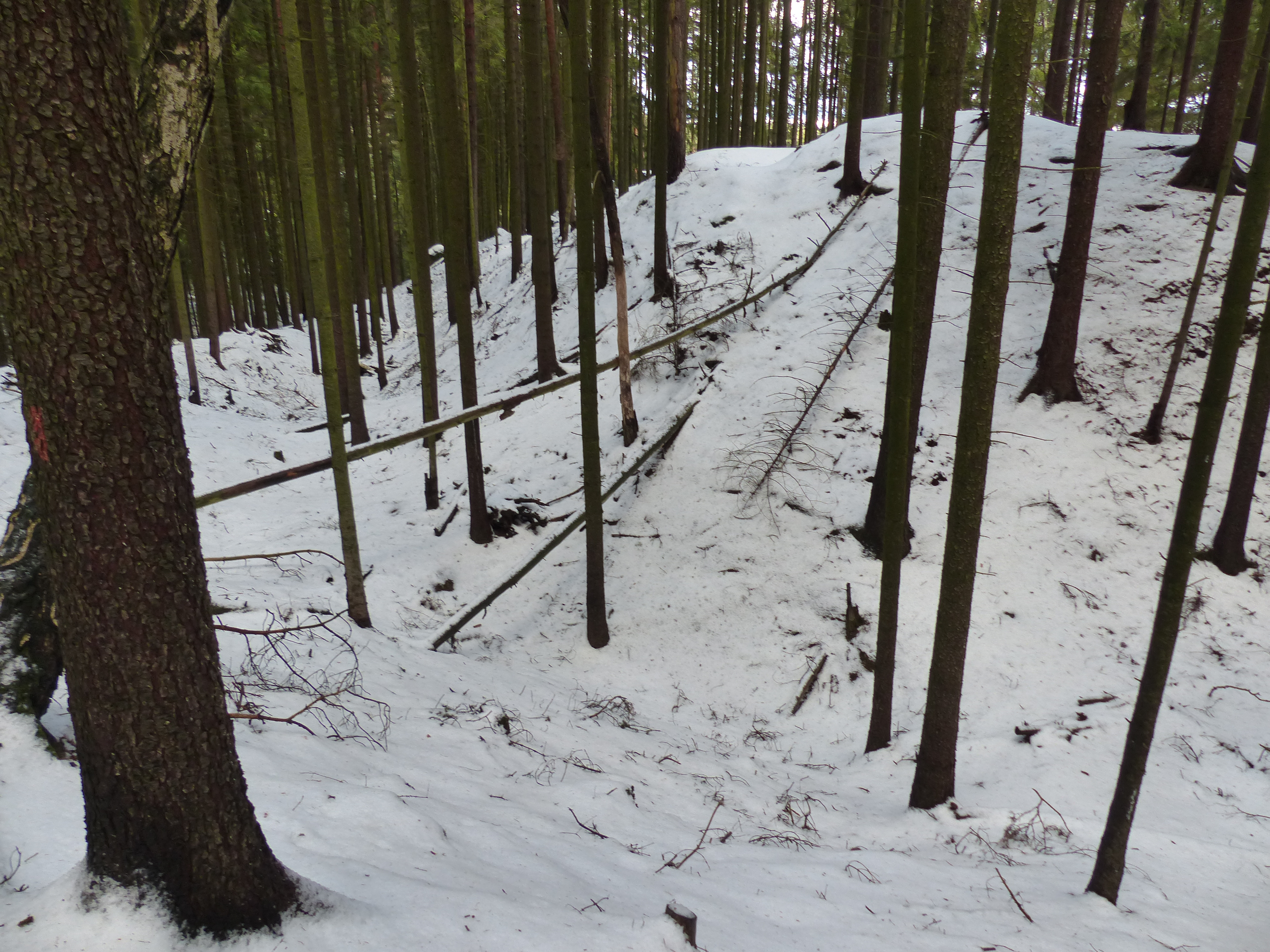
Langgezogener Wallgraben und Burgplateau

Der Burgstall Neuhaus ist eine abgegangene Höhenburganlage südwestlich von Plesná in Tschechien.

## Lage und Umfang des Burgstalls
Der Burgstall liegt in einem ausgedehnten Waldgebiet am Buchenberg an der deutsch-tschechischen Grenze. Er ist über Wanderwege erreichbar. Nächstgelegene Orte sind Plesná (Fleißen) im Nordosten, Bad Brambach im Nordwesten, Velký Luh (Großloh) im Osten und Skalná (Wildstein) im Süden. Der Burgstall liegt ca. 50 Meter von der Bahnstrecke Plauen–Cheb entfernt zwischen Vojtanov und Plesná.
Der Burgstall, der im Volksmund auch als Schneckenburg – von Schnecken (Šneky) – bezeichnet wird, liegt auf einem Bergsporn und wird auf der Gegenseite von einem massiven Graben geschützt. Die Anlage befand sich auf einem länglichen Plateau. Außer den beträchtlichen Höhenunterschieden im Gelände sind von der ehemaligen Wehranlage, die überwiegend aus Holz errichtet war, kaum oberirdische Spuren erkennbar. Der Burgenforscher Tomáš Durdík hat die vorurkundliche Anlage begutachtet.